# Verkehrsdurchsetzung
Verkehrsdurchsetzung ist die Voraussetzung für den – nachträglichen – Erwerb der Eintragungsfähigkeit einer an sich eintragungsunfähigen Markenanmeldung.

## Gesetzliche Grundlage
Rechtsgrundlage für die Möglichkeit der Verkehrsdurchsetzung einer Markenanmeldung ist § 8 Abs. 3 MarkenG. Nach dieser Vorschrift findet § 8 Abs. 2 Nr. 1, 2 und 3 Markengesetz keine Anwendung, wenn die Marke sich vor dem Zeitpunkt der Entscheidung über die Eintragung infolge ihrer Benutzung für die Waren oder Dienstleistungen, für die sie angemeldet worden ist, in den beteiligten Verkehrskreisen durchgesetzt hat.

### Die absoluten Schutzhindernisse des § 8 Abs. 2 Nr. 1, 2 und 3 MarkenG
§ 8 Abs. 3 MarkenG schränkt die Möglichkeit, dass eine an sich eintragungsunfähige Markenanmeldung die Eintragungsfähigkeit – durch Verkehrsdurchsetzung – doch noch erlangen und somit als Marke in das Markenregister beim Deutschen Patent- und Markenamt eingetragen werden darf, stark ein. Die Vorschrift bestimmt nämlich, dass nur ein Teil der gesamten in § 8 Abs. 1 und Abs. 2 Nr. 1 bis 10 MarkenG aufgelisteten absoluten Schutzhindernisse durch Verkehrsdurchsetzung überwunden werden kann. Es sind dies: a) das Fehlen jeglicher Unterscheidungskraft (§ 8 Abs. 2 Nr. 1), b) beschreibende Angaben (§ 8 Abs. 2 Nr. 2) und c) Gattungsbezeichnungen (§ 8 Abs. 2 Nr. 3).

#### Das Fehlen jeglicher Unterscheidungskraft
Die höchstrichterliche Rechtsprechung versteht Unterscheidungskraft im Sinne von § 8 Abs. 2 Nr. 1 MarkenG als die einer Marke innewohnende Eignung, vom Verkehr als Unterscheidungsmittel für Waren und Dienstleistungen eines Unternehmens gegenüber solchen anderer Unternehmen aufgefasst zu werden. Diese Definition folgt in ihrem Wortlaut weitgehend der Legaldefinition des § 3 Abs. 1 MarkenG. Allerdings ist zu beachten, dass die vorgenannte Norm von Unterscheidungseignung spricht. Hierbei handelt es sich um eine generelle (abstrakte) Fähigkeit eines Kennzeichens, überhaupt Waren oder Dienstleistungen eines Unternehmens von denen anderer Unternehmen zu unterscheiden. Diese abstrakte Unterscheidungseignung vermag im Falle ihres Fehlens nicht aufgrund von Verkehrsdurchsetzung ersetzt zu werden. Durch Verkehrsdurchsetzung überwunden werden kann gemäß § 8 Abs. 3 MarkenG vielmehr nur das Fehlen der konkreten Unterscheidungskraft des Zeichens bezüglich der von ihm konkret umfassten Waren oder Dienstleistungen. Fehlt die in Rede stehende konkrete Fähigkeit der angemeldeten Marke, so ist das Schutzhindernis (Eintragungshindernis) des § 8 Abs. 2 Nr. 1 MarkenG gegeben.

#### Beschreibende Angaben
Unter dem Sammelbegriff „beschreibende Angaben“ sind gemäß § 8 Abs. 2 Nr. 2 MarkenG Zeichen oder Angaben zusammengefasst, die im Verkehr zur Bezeichnung der Art, der Beschaffenheit, der Menge, der Bestimmung, des Wertes, der geographischen Herkunft, der Zeit der Herstellung der Waren oder der Erbringung der Dienstleistungen oder zur Bezeichnung sonstiger Merkmale der Waren oder Dienstleistungen dienen können. Für derartige beschreibende Angaben besteht grundsätzlich ein Freihaltebedürfnis der Marktteilnehmer.

#### Gattungsbezeichnungen
Hierunter versteht § 8 Abs. 2 Nr. 3 MarkenG Kennzeichen, die ausschließlich aus Zeichen oder Angaben bestehen, die im allgemeinen Sprachgebrauch oder in den redlichen und ständigen Verkehrsgepflogenheiten zur Bezeichnung der Waren oder Dienstleistungen üblich geworden sind. Grundsätzlich unterliegen die vorgenannten Zeichen oder Angaben ebenso wie die oben erläuterten „beschreibenden Angaben“ einem Freihaltebedürfnis.

## Voraussetzungen des § 8 Abs. 3 MarkenG im Einzelnen

### Benutzung
Die oben detailliert aufgeführten Eintragungs- und Schutzhindernisse (des § 8 Abs. 2 Nr. 1, 2 oder 3 MarkenG) müssen durch Benutzung der (angemeldeten) Marke für die angemeldeten Waren oder Dienstleistungen überwunden worden sein. Hierbei muss es sich um eine Benutzung des Zeichens als Marke im Marktwettbewerb handeln, bei der alle markenrechtlich erheblichen Funktionen der Marke verwirklicht werden können. Beispiele: Verwendung beim Produktabsatz als Unterscheidungszeichen und/oder bei der Produkt- oder Imagewerbung des Unternehmens. Wesentlich ist auch die Dauer der Benutzung, wobei ein Markengebrauch über einen längeren Zeitraum zu fordern ist.

### Durchsetzung im Verkehr
Die angemeldete Marke muss sich infolge ihrer (ernsthaften) Benutzung (siehe oben) als ein produkt- oder dienstleistungsidentifizierendes Unterscheidungszeichen durchgesetzt haben. Und zwar muss die Durchsetzung des Zeichens als Unterscheidungszeichen zur Identifikation von Unternehmensprodukten oder -dienstleistungen im Verkehr, also im Marktwettbewerb erworben worden sein.

### Produktbezug
Es genügt nicht, dass sich die angemeldete Marke für irgendwelche Waren oder Dienstleistungen im Verkehr durchgesetzt hat. Vielmehr muss die Verkehrsdurchsetzung exakt für diejenigen Waren oder Dienstleistungen erfolgt sein, für welche die Eintragung der Marke beantragt wird. Demgemäß reicht es auch nicht aus, wenn der Nachweis der Verkehrsdurchsetzung für Waren oder Dienstleistungen im Ähnlichkeitsbereich der angemeldeten Waren bzw. Dienstleistungen geführt wird.

### Beteiligte Verkehrskreise
Schließlich muss sich die angemeldete Marke „in den beteiligten Verkehrskreisen“ durchgesetzt haben. Als beteiligte Verkehrskreise im Sinne des § 8 Abs. 3 MarkenG sind die Kreise zu verstehen, in denen das Zeichen „Verwendung finden“ soll oder „Auswirkungen zeitigen“ wird. In erster Linie handelt es sich demgemäß bei den beteiligten Verkehrskreisen um die Endabnehmer der betreffenden Waren oder Dienstleistungen. Hierfür kommen allerdings nicht nur die tatsächlichen Abnehmer, sondern auch alle potenziellen Verbraucher der betreffenden Waren oder Dienstleistungen in Betracht. Zwar gehören auch Handelskreise zu den beteiligten Verkehrskreisen. Eine Verkehrsdurchsetzung ausschließlich in dieser Beteiligtenkategorie und nicht auch bei den Endabnehmern wird indessen von der o. a. Rechtsprechung als nicht ausreichend angesehen.
Auch genügt es für den Nachweis einer Verkehrsdurchsetzung im Sinne von § 8 Abs. 3 MarkenG nicht, wenn das angemeldete Zeichen sich nur bei einem vergleichsweise kleinen Teil der beteiligten Verkehrskreise durchgesetzt hat. Vielmehr fordert die Rechtsprechung grundsätzlich einen Anteil von mindestens 50 % der beteiligten Verkehrskreise, der jedoch im konkreten zu entscheidenden Einzelfall auch durchaus deutlich darüber liegen kann.